# John Terry
John George Terry (* 7. prosince 1980 Londýn) je bývalý anglický profesionální fotbalový obránce a reprezentant. Od roku 2018 do roku 2021 byl asistentem trenéra v anglickém týmu Aston Villa. Dlouhou dobu byl kapitánem londýnského klubu Chelsea FC.

## Klubová kariéra
S fotbalem začínal v Chelsea FC, kde hraje již od čtrnácti let. Krátce hostoval v Nottinghamu. 31. srpna 2009 podepsal s Chelsea novou smlouvu a stal se druhým nejlépe placeným hráčem Premier League. Jeho plat byl 150 000 Liber týdně což je asi 4,5 milionu korun. Tím předčil svého kolegu z týmu Franka Lamparda.
- V sezoně 2004/05 byl zvolen nejlepším hráčem anglické Premier League.
- V letech 2005, 2008 a 2009 byl zvolen nejlepším obráncem Evropy[4].
- V sezóně 2008/09 byl zvolen nejlepším obráncem Ligy mistrů UEFA.

V sezoně 2011/12 si při zápase s Benficou Lisabon zlomil žebra a byl na čas mimo hru. V posledním semifinálovém zápase proti Barceloně dostal červenou kartu, což vedlo k zákazu nastoupit do finále Ligy mistrů UEFA 2011/12 proti Bayernu Mnichov. I když chyběl, jeho tým vyhrál. O rok později kvůli zranění zase nehrál finále Evropské ligy proti Benfice Lisabon, které jeho Chelsea vyhrála 2:1 a stala se prvním týmem, kterému se podařilo rok po sobě získat poháry pro vítěze Ligy mistrů UEFA a Evropské ligy.
1. března 2015 vyhrál s Chelsea potřetí ve své kariéře Anglický ligový pohár. 3. května 2015 tři kola před koncem sezóny 2014/15 získal s Chelsea další ligový titul.
31. ledna 2016 v po zápasovém rozhovoru prozradil, že mu vedení Chelsea odmítlo prodloužit smlouvu, která končí v létě 2016. Také řekl, že nebude hrát za jiný anglický klub, ale že hodlá pokračovat v kariéře. V květnu 2016 trenér Chelsea Guus Hiddink oznámil, že klub nabídl Terrymu nový jednoroční kontrakt. John Terry tuto smlouvu 18. května 2016 podepsal a klubu se tak uvázal na další rok. V květnu 2017 se s Chelsea rozloučil, vstoupil do historie klubu jako nejdéle sloužící hráč v jeho barvách.
V červenci 2017 posílil anglický druholigový klub Aston Villa FC. Od léta 2018 byl bez angažmá a v říjnu oznámil konec kariéry.

## Reprezentační kariéra
V anglické seniorské reprezentaci debutoval 3. června 2003 v přátelském zápase v Leicesteru proti reprezentaci Srbska a Černé Hory (výhra 2:1). V roce 2006 se stal jejím kapitánem. O kapitánskou pásku však v roce 2010 přišel poté, co veřejnost přišla na jeho nevěru, kdy svou manželku Toni Terry podváděl s francouzskou modelkou Vanessou Perroncel.[zdroj?] V březnu roku 2011 mu byla kapitánská páska navrácena. Přišel o ni i podruhé v roce 2012 po jeho údajném rasistickém chování v ligovém zápase Chelsea FC s QPR, v důsledku čehož rezignoval i trenér Anglické fotbalové reprezentace Fabio Capello, když se Terryho zastal.
Celkem odehrál v letech 2003–2012 za anglický národní tým 78 zápasů a vstřelil 6 gólů.

## Úspěchy

### Klubové
- Chelsea FC
  - 1× vítěz Ligy mistrů UEFA (2011/12)
  - 1× vítěz Evropské ligy UEFA (2012/13)
  - 5× vítěz Premier League (2004/05, 2005/06, 2009/10, 2014/15, 2016/17)